# A9 (Roemenië)
De A9 of Autostradă Timișoara–Moravița is een geplande autosnelweg in Roemenië. Hij zal Timișoara met Moravița verbinden. Deze snelweg zal naar schatting een lengte hebben van 73 kilometer.

## Traject
De snelweg A9 zal vanaf Timișoara beginnen bij de kruising met de A1 bij Remetea Mare. De A9 zal via Jebel, Opatiţa en Stamora Germană tot aan de grens met Servië lopen bij Moravița.